# Zlato(V) fluorid
Zlato(V) fluorid je neorgansko jedinjenje sa formulom Au2F10. Ovo fluoridno jedinjenje sadrži zlato u njegovom najvišem poznatom oksidacionom stanju. Ovaj crveni maerijal se rastvara u fluorovodoniku ali se ti rastvori razlažu uz oslobađanje fluora.
Struktura zlato(V) fluorida u čvrstom stanju je centrosimetrična sa heksakoordinatnim zlatom i oktaedralnim aranžmanom fluoridnih centara na svakom centru zlata. To je jedini poznati dimerni pentafluorid; drugi pentafluoridi su monomerni (P, As, Cl, Br, I), tetramerni (Nb, Ta, Cr, Mo, W, Tc, Re, Ru, Os, Rh, Ir, Pt), ili polimerni (Bi, V, U). U gasnoj fazi je uočena smeša dimera i trimera u odnosu 82:18.
Zlato pentafluorid je najjači poznati fluoridni jonski akceptor. On premašuje akceptorsku tendenciju čak i antimon pentafluorida.

## Sinteza
Zlato(V) fluorid se može sintetisati zagrevanjem metalnog zlata u atmosferi kiseonika i fluora do 370 °C pri 8 atmosfera čime se formira dioksigenil heksafluoroaurat:
Au(s) + O2(g) + 3 F2(g) → O2AuF6(s)
Ova so se razlaže pri 180 °C uz formiranje pentafluorida:
2 O2AuF6(s) → Au2F10 (s) + 2 O2(g) + F2(g)
Kripton difluorid je prvenstveno moćno oksidaciono i fluorinacino sredstvo. On može da oksiduje zlato do njegovog najvišeg poznatog oksidacionog stanja, +5:
7 KrF
2 (g) + 2 Au (s) → 2 KrF+
AuF−
6 (s) + 5 Kr (g)
KrF+
AuF−
6 se razlaže na 60 °C u zlato(V) fluorid i gasoviti kripton i fluor:
2 KrF+
AuF−
6 → Au
2F
10 (s) + 2 Kr (g) + 2 F
2 (g)